# Hannah Fry
Hannah Fry (21 februari 1984, Harlow) is een Engelse wiskundige, auteur, docent, radio- en televisiepresentator, podcaster en spreker. In haar werk bestudeert zij patronen van menselijk gedrag, zoals interpersoonlijke verhoudingen bij dating en hoe de wiskunde daarop van toepassing kan zijn. In 2018 zette zij voor BBC Four een grootschalig, app-gestuurd sociaal experiment op om de verspreiding van een pandemie in kaart te brengen. Het project resulteerde in de documentaire Contagion! The BBC Four Pandemic ,  die bij het uitbreken van de coronapandemie begin 2020 beschouwd werd als een “generale repetitie”. Zij concludeerde toen: 'Halve maatregelen volstaan niet om de verspreiding van een virus te temperen.'
Dr. Fry gaf talloze lezingen en enkele TED-conferenties, werkte mee aan radio- en televisieprogramma's.
Hannah Fry was getrouwd met Phil Lythell; ze hebben twee dochters. Ze zijn sindsdien uit elkaar gegaan, hoewel ze nog steeds co-ouders zijn, en nog steeds "echt goede vrienden" zijn. Fry woont in Zuid-Londen.

## Publicaties
- 2015: Liefde volgens de wiskunde. ISBN 9789462982017 (Engels: The Mathematics of Love)
- 2016: The Indisputable Existence of Santa Claus (2016) ISBN 9781784162740
- 2018: Algoritmes aan de macht ISBN 9789044538823 (Engels: Hello World: Being Human in the Age of Algorithms).